# Taiwanischer Engelhai
Der Taiwanische Engelhai (Squatina formosa) ist ein bodenbewohnender Hai, der im Pazifik im Bereich von Taiwan und der nördlichen Philippinen vorkommt.

## Aussehen und Merkmale
Der Taiwanische Engelhai erreicht wahrscheinlich eine maximale Körperlänge von etwa 100 cm, ausgewachsene Tiere wurden bislang allerdings nicht beschrieben. Wie bei anderen Engelhaien ist der Rumpf stark abgeflacht mit sehr breiten Brustflossen, wodurch die Tiere in der Gestalt eher wie lange Rochen wirken. Die Brustflossen sind jedoch deutlich vom Rumpf abgesetzt, während sie bei den meisten Rochen ansatzlos in den Körper übergehen. Sie haben zwei Rückenflossen und besitzen keine Afterflosse. Der Körper hat eine gelb-braune bis braune Rückenfarbe mit kleinen, paarig vorhandenen dunkleren Augenflecken. Zudem besitzt er kleine helle Flecken zwischen dem Kopf und der ersten Rückenflosse sowie über den Körper verteilt zahlreiche kleine und größere dunkle Flecken. Im Bereich der Rückenflossen besitzen sie Sattelflecken. Auf dem Schnauzenbereich und in anderen Kopfbereichen befinden sich leicht vergrößerte Dornen. Bei den Jungtieren sind auch auf dem Rücken Dornen in einer Reihe an der Mittellinie vorhanden.
Die Augen liegen auf der Kopfoberseite mit einer konkaven Fläche zwischen den Augen, das Maul ist endständig, die äußeren Nasenöffnungen sind mit kurzen Barteln versehen. Die Spritzlöcher sind groß und von den Augen mit einem Abstand kleiner als der Augenlänge entfernt. Die Anzahl der seitlich, unten liegenden Kiemenöffnungen beträgt fünf. Die Nasenklappen und die Barteln sind nur leicht gefranst oder glatt gerandet.

## Verbreitung

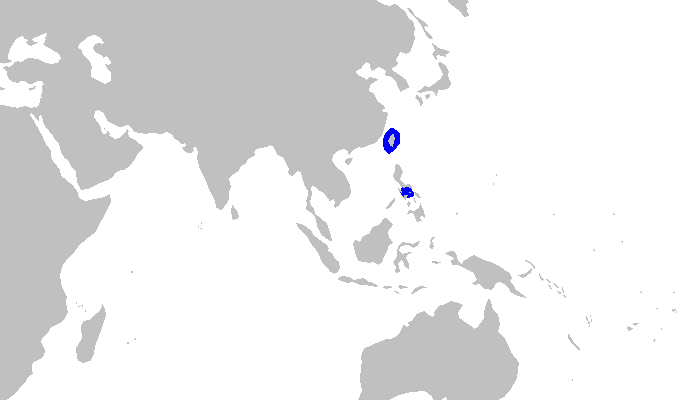
Verbreitung des Taiwanischen Engelhais

Das Verbreitungsgebiet des Taiwanischen Engelhais befindet sich im Küstenbereich des Pazifik im Bereich von Taiwan und der nördlichen Philippinen. Er lebt im äußeren Randbereich des Kontinentalschelfs vor allem in Tiefen zwischen 180 und 385 Metern.

## Lebensweise
Über die Lebensweise des Taiwanischen Engelhais liegen nur wenige Daten vor. Wie andere Engelhai ernährt er sich wahrscheinlich vor allem von kleinen Knochenfischen, Weichtieren und Krebsen, die er als Lauerjäger auf dem Boden liegend erbeutet. Wie alle Engelhaie ist er ovovivipar – die Eier werden im Muttertier ausgebrütet, bevor die Jungtiere lebend geboren werden. Die Länge der Junghaie beträgt bei der Geburt etwa 33 Zentimeter.
Die Geschlechtsreife erreichen die Tiere mit einer Körperlänge von mehr als 46 Zentimetern (bislang sind keine geschlechtsreifen Tiere beschrieben).

## Gefährdung
Die International Union for Conservation of Nature (IUCN) stuft diesen Hai als stark gefährdet („Endangered“) ein. Der Hai wird nicht gezielt befischt, jedoch vor allem als Beifang in der Boden- und Schleppnetzfischerei gefangen, die in seinem gesamten Verbreitungsgebiet durchgeführt wird; einzelne Individuen wurden auf Fischmärkten im nördlichen Taiwan nachgewiesen. Die Einordnung als gefährdete Art erfolgte trotz der geringen Kenntnisse zur Art durch den Vergleich mit anderen Engelhaien, bei denen Populationsrückgänge von mehr als 80 % für Gebiete mit hohem Fischereidruck nachgewiesen wurden.

## Belege
1. 1 2  Squatina formosa in der Roten Liste gefährdeter Arten der IUCN 2010. Eingestellt von: Walsh, J.H. & Ebert, D.A., 2008. Abgerufen am 18. Dezember 2010.